# 마틴 도너번
마틴 도너번(Martin Donovan, 1957년 8월 19일 ~ )은 미국의 배우이다.

## 출연 작품

### 영화
- 말콤 X (1992)
- 심플 맨 (1992)
- 아마추어 (1994)
- 여인의 초상 (1996)
- 섹스의 반대말 (1998)
- 햄버거 힐 2 (1998)
- 키스 (1998)
- 오네긴 (1999)
- 인썸니아 (2002)
- 유나이티드 스테이츠 오브 리랜드 (2003)
- 에이전트 코디 뱅크스 (2003)
- 세이브드 (2004)
- 콰이어트 (2005)
- 센티넬 (2006) - 윌리엄 몬트로즈 역
- 윈드 칠 (2007)
- 알파벳 킬러 (2008)
- 메디엄 (2009)
- 언싱커블 (2010)
- 사일런트 힐: 레벨레이션 (2012)
- 릴럭턴트 펀더멘탈리스트 (2012)
- 사보타지 (2014)
- 인히어런트 바이스 (2014)
- 앤트맨 (2015)
- 리메모리: 기억추출 (2017) - 고든 던 역
- 화씨 451 (2018)
- 레이싱 인 더 레인 (2019)
- 테넷 (2020) - 페이 역
- 크라이시스 (2021)
- 블랙베리 (2023) - 릭 브록 역

### 텔레비전
- 위즈 (2005-06)
- 라이어니스: 특수 작전팀 (2023-24)